# Великий національний театр Перу
12°05′11″ пд. ш. 77°00′12″ зх. д. / 12.086434° пд. ш. 77.003292° зх. д.
Вели́кий націона́льний теа́тр Перу́ (ісп. Gran Teatro Nacional del Perú) — багатофункціональний театр і концертна зала у столиці Перу місті Лімі.

## Опис
Театр вміщує до 1 500 осіб і використовує найновіші технології в області акустики та звукоінженерії для підтримки жанрів виконання, починаючи від опери, філармонічного оркестру, концертів класичної музики до виступів і шоу-програм поп-зірок, бродвейських вистав тощо.
Будівля включає репетиційні, гримерки, ресторани, кафетерій, бібліотеку та приміщення для різноманітних заходів.
Є частиною Культурного тридіуму, оточеного Національною бібліотекою Перу та Музеєм нації.

## З історії театру
Урочисте відкриття театру відбулося 23 липня 2011 року.
У липні 2012 року на сцені театру відбулася вистава опери-балету Akas Kas перуанського композитора Ніло Валерде.